# بلجيكا كلوب إديغيم
بلجيكا إديغيم سبورت (K.V.V. Belgica Edegem Sport) هو نادي كرة قدم بلجيكي من بلدية إديغيم بضاحية أنتويرب.

## التاريخ
تأسس الفريق عام 1908 تحت اسم سبورتينغ فوتبول كلوب بلجيكا (Sporting F.C. Belgica) وسجل في الاتحاد الملكي البلجيكي لكرة القدم عام 1910. لم ينشط فريق كرة القدم في الفترة بين 1914 و1924. ومع عودته، تغير اسمه إلى بلجيكا فوتبول كلوب إديغيم (Belgica F.C. Edegem). لعب الفريق أولى مواسمه في الدرجة الثانية البلجيكية عام 1930، وحقق اللقب لاحقًا وتأهل إلى الدرجة الأولى ولعب فيها عام 1933 وحقق المركز الثاني عشر (من أصل 14). وفي الموسم التالي، حلّ في المركز الرابع عشر والأخير وهبط إلى الدرجة الثانية ولعب بها حتى الحرب العالمية الثانية، وتغير اسمه في تلك الفترة وتحديدًا عام 1936 إلى (K.F.C. Belgica Edegem).
بعد الحرب العالمية الثانية، لعب الفريق في درجات أدنى من الدوري البلجيكي. اندمج عام 1967 مع كيه في في إديغيم سبورت ليصبح اسم النادي المشترك كيه في في بلجيكا إديغيم سبورت (K.V.V. Belgica Edegem Sport).

## روابط خارجية
- الموقع الرسمي نسخة محفوظة 4 مارس 2009 على موقع واي باك مشين.